# Streptocitta
Streptocitta es un género de aves paseriformes perteneciente a la familia Sturnidae.

## Especies
Se reconocen las siguientes especies:
- Streptocitta albicollis
- Streptocitta albertinae